# Fachhochschule Dresden
Die Fachhochschule Dresden – University of Applied Sciences, kurz FHD, ist eine staatlich anerkannte private Fachhochschule in Dresden. Hochschulträger ist die Fachhochschule Dresden – Private Fachhochschule GmbH. Im Jahr 2010 erhielt die Hochschule die staatliche Anerkennung durch das Sächsische Staatsministerium für Wissenschaft und Kunst und ist vom Deutschen Wissenschaftsrat institutionell akkreditiert.
Die FHD lehrt auf dem Campus am Straßburger Platz (Güntzstraße 1 in Dresden) mit ihren drei Fakultäten Design, Betriebswirtschaft und Angewandte Sozialwissenschaften. Alle Studiengänge der FHD sind durch eine Akkreditierungsagentur programmakkreditiert (ZEVA, AQUIN oder FIBAA). Das Studium wird in Vollzeit und berufsbegleitend angeboten. Eine Vielzahl der Studiengänge verfügt über einen Managementkern.
Die Fachhochschule Dresden setzt ihre Forschungsschwerpunkte auf den sozialen, demographischen und technologischen Wandel sowie das lebenslange Lernen.

## Studiengänge

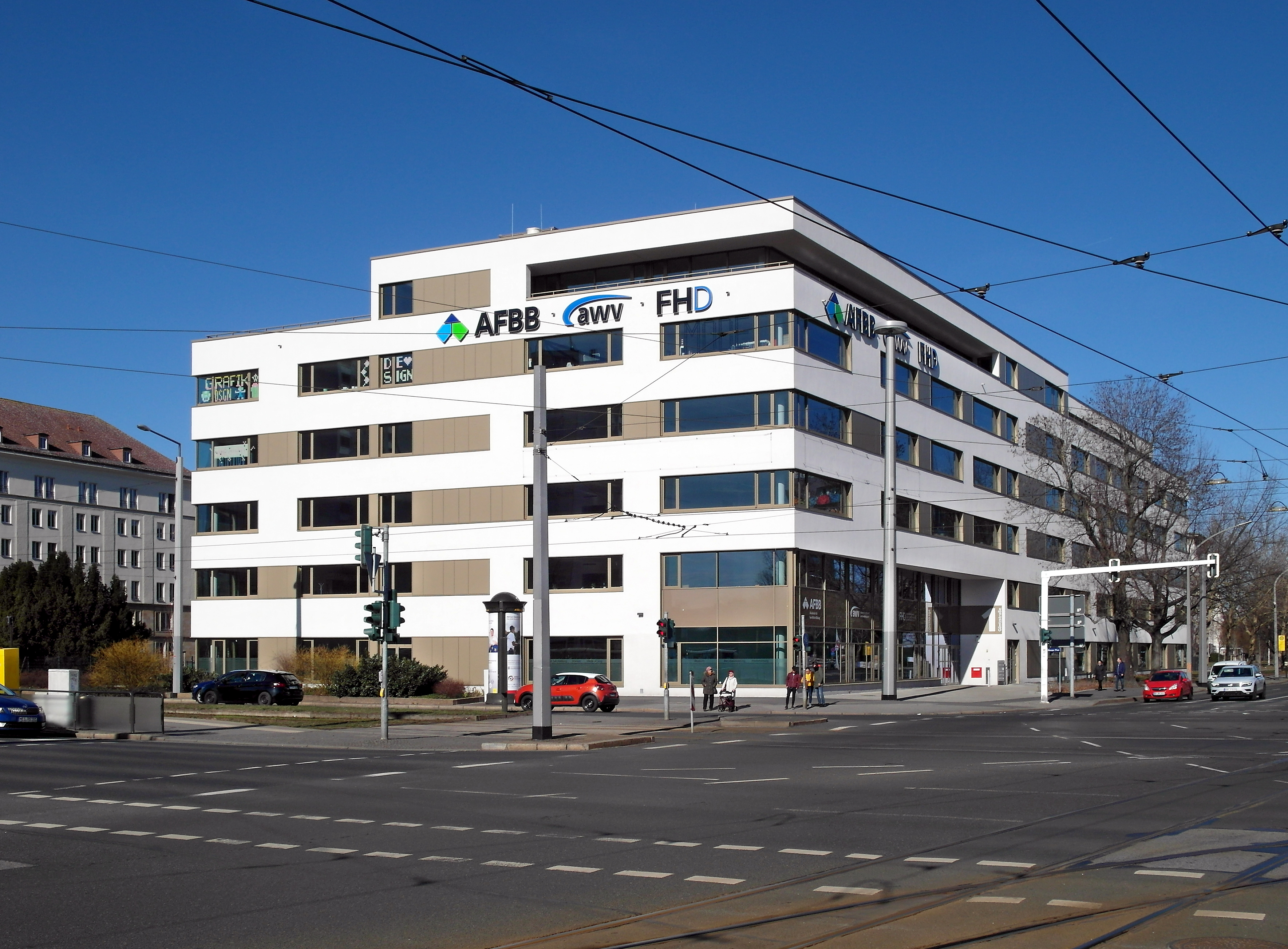
Hochschulgebäude am Straßburger Platz

### Fakultät Angewandte Sozialwissenschaften
Der Fakultät Angewandte Sozialwissenschaften gehören die Studiengänge „Sozialpädagogik & Sozialmanagement (B.A.)“, „Pflege- & Gesundheitsmanagement (B.A.)“, „Berufspädagogik für Pflege- & Gesundheitsberufe (B.A. / M.A.)“ und „Soziale Arbeit & Management (M.A.)“ an. Die Studiengänge dieser Fakultät werden als Vollzeitstudium sowie als berufsbegleitendes Studium angeboten. Durch Anrechnung beruflich erworbener Kompetenzen kann die Studiendauer um bis zu ein Drittel verkürzt werden, beispielsweise als staatlich anerkannter Erzieher oder staatlich geprüfter Altenpfleger.

### Fakultät Betriebswirtschaft
Die Fakultät Betriebswirtschaft bietet die Bachelor-Studiengänge „Tourismus & Event Management (B.A.)“ und „Business Administration (B.A.)“ an, sowie den Masterstudiengang „Leadership, Entrepreneurship & Innovation (M.A.)“. Die Studiengänge werden als Vollzeitstudium sowie als berufsbegleitendes Studium angeboten. Im Wintersemester 2023/24 wird der Masterstudiengang „Leadership, Entrepreneurship & Innovation (M.A.)“ erstmals angeboten.

### Fakultät Design
An der Fakultät Design werden die Bachelor-Studiengänge „Medieninformatik & Mediendesign (B.A.)“ und „Grafikdesign Screen- und Printmedia (B.A.)“ im Vollzeitstudium angeboten, ebenso wie die Master-Studiengänge „Creative Direction (M.A.)“ und „Games & XR Management (M.A.)“.